# 中国抗日军政大学太岳分校旧址
中国抗日军政大学太岳分校旧址，位于山西省晋城市沁水县土沃乡南阳村东。

## 保护
2013年1月，土沃乡中国抗日军政大学太岳分校旧址公布为第三批晋城市文物保护单位，编号3-464 。2016年6月6日，中国抗日军政大学太岳分校旧址公布为第五批山西省文物保护单位，近现代类，编号 5-169。